# Eden Alene
Eden Alene (Em hebraico: עדן אלנה; em amárico: ኤደን አለ; Jerusalém, 7 de maio de 2000) é uma cantora israelita que venceu a 7.ª temporada da competição de canto «HaKokhav HaBa», e foi escolhida para representar Israel no Festival Eurovisão da Canção 2020, com a música «Feker Libi», planejado para ser realizado em Roterdão, Países Baixos. Após o cancelamento do concurso de 2020 devido à pandemia COVID-19, ela foi internamente escolhida para representar seu país no festival de 2021, desta vez com a canção «Set Me Free».

## Biografia
Eden nasceu no bairro de Katamon, em Jerusalém, de pais judeus etíopes que imigraram separadamente para Israel durante a aliá da Etiópia. Quando ela tinha dois anos, seus pais se divorciaram. Desde então, ela não tem mais contato com o pai. Frequentou escolas religiosas e tirou o curso de teatro no colégio da Universidade Hebraica de Jerusalém. Em outubro de 2018 alistou-se como soldado nas Forças de Defesa de Israel (IDF) e serviu na banda militar do Corpo de Educação e Juventude. 

### Carreira artística
Em outubro de 2017, Eden participou da 3.º temporada do concurso Factor X de Israel. Ela fez a prova com a música «Stone Cold», de Demi Lovato. Em janeiro de 2018, sagrou-se como vencedora da competição.
Em abril de 2018, ela cantou uma música de Arkadi Duchin na cerimónia de acendimento da tocha que abriu as comemorações do 70.º aniversário da criação do Estado de Israel. Em dezembro de 2018 lançou seu primeiro single «Better». Em 2019, participou da produção israelita do musical Little Shop of Horrors.
Em fevereiro de 2019, antes do Festival Eurovisão da Canção 2019 realizado em Tel Aviv, a cantora lançou um cover da música Save Your Kisses for Me de Brotherhood of Man, que ganhou o Festival Eurovisão da Canção de 1976. Em março de 2019, a cantora lançou o seu 2.º single, «When It Comes to You», que foi produzido pelo produtor americano Julian Bunetta.

### Festival Eurovisão da Canção 2020
Em 2019, a cantora participou da 7.ª temporada do Festival da Canção de Israel «HaKokhav HaBa», onde conquistou o 1.º lugar a 4 de fevereiro de 2020. Como vencedora, ela iria representar Israel no Festival Eurovisão da Canção 2020 a ser realizado em Roterdão, Países Baixos. As quatro canções finalistas para ela foram «Savior in the Sound», «Roots», «Rakata» e «Feker Libi». Eventualmente, a música «Feker Libi» foi a escolhida, que contém quatro idiomas: inglês, árabe, hebraico e amárico. No entanto, a 18 de março de 2020, o evento foi cancelado devido à pandemia de COVID-19.

### Festival Eurovisão da Canção 2021
A 22 de março de 2020, foi anunciado que Eden havia sido escolhida internamente para representar Israel no Festival Eurovisão da Canção 2021. Eventualmente, a 25 de janeiro de 2021, a música «Set Me Free» foi escolhida para a apresentação. A 18 de maio de 2021, a música passou à final da Eurovisão.